# دوزخ (رمان دن براون)
دوزخ یا inferno نام کتابی رازآلود و هیجانی از نویسنده معروف دن براون است. این چهارمین کتاب از مجموعه کتاب‌های ماجراجویی‌های پروفسور رابرت لنگدن می‌باشد که در هفتم می ۲۰۱۳ توسط انتشارات Doubleday به چاپ رسیده است. داستان این رمان هیجان انگیز در فلورانس ایتالیا اتفاق می‌افتد و رابرت لنگدن تنها کسی است که می‌تواند جهان را از یک تهدید بزرگ نجات دهد.

## داستان
رابرت لنگدان، استاد نمادشناسی هاروارد، در بیمارستانی در فلورانس ایتالیا با جراحتی در سر و بی‌حافظگی نسبت به روزهای گذشته از خواب بیدار می‌شود. دکتر سیِنا بروکس، یکی از پزشکان معالج او، به او می‌گوید که دچار فراموشی شده و مرتب صدای زنی را در ذهن خود می‌شنود که می‌گوید: «بجو و بیاب». زمانی که واینثا، یک آدم‌کش، وارد بیمارستان شده و یکی از پزشکان را می‌کشد و قصد کشتن لنگدان را دارد، بروکس به او کمک می‌کند تا فرار کند و آن دو به آپارتمان بروکس پناه می‌برند. بروکس یک نوار صوتی پخش می‌کند که در آن لنگدان عبارتی شبیه به «خیلی متأسفم» را تکرار می‌کند، که بعداً مشخص می‌شود او کلمهٔ «وازاری» را زیر لب گفته است.
لنگدان سیلندری با علامت زیستی‌خطر در جیب کتش پیدا می‌کند و تصمیم می‌گیرد با کنسولگری ایالات متحده تماس بگیرد. او می‌فهمد که کنسولگری به‌دنبال اوست، اما با توصیهٔ بروکس ادعا می‌کند در ساختمانی روبه‌روی آپارتمان اوست تا پای بروکس را بیشتر به ماجرا نکشاند. خیلی زود، لنگدان می‌بیند که واینثا به همان نشانی می‌رسد، و درمی‌یابد که دولت آمریکا قصد کشتن او را دارد. لنگدان ظرف را باز می‌کند و استوانه‌ای استخوانی از قرون وسطا را می‌بیند که به یک دستگاه پروژکتور پیشرفته (Faraday Pointer) مجهز است. این دستگاه نسخه‌ای تغییر‌یافته از نقشهٔ جهنم بوتیچلی را نمایش می‌دهد که بر اساس دوزخ دانته طراحی شده است. دنباله‌ای از سرنخ‌ها آن‌ها را به سوی شهر قدیمی راهنمایی می‌کند.

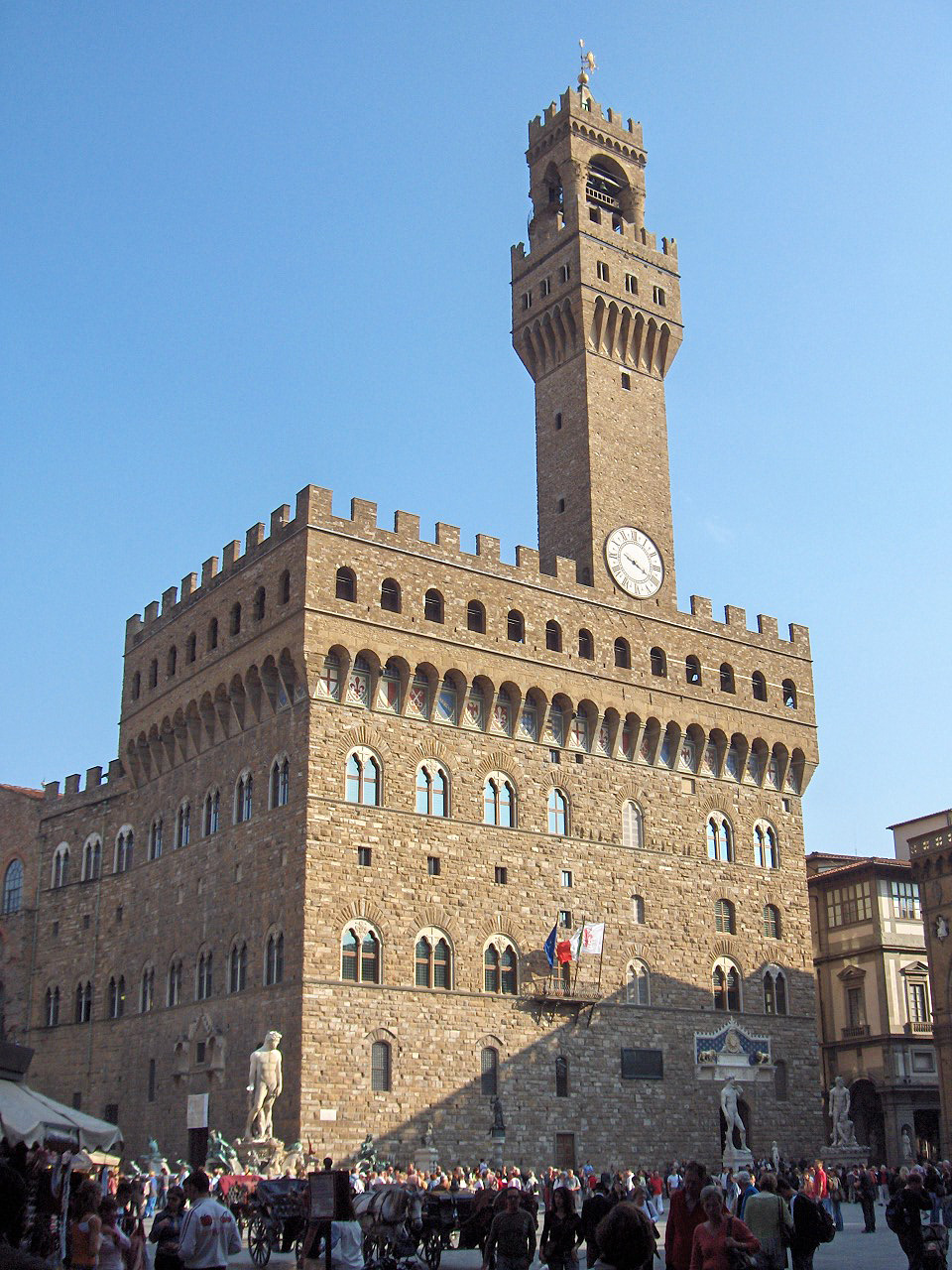
پالاتزو وکیو در فلورانس

لنگدان با بروکس به آنجا می‌رود، اما متوجه می‌شوند که گروهی از سربازان و کارابینیری‌های فلورانسی در جست‌وجوی آن‌ها هستند. آن‌ها فرار می‌کنند و لنگدان دوباره نقشهٔ جهنم را بررسی می‌کند و متوجه تغییراتی در لایه‌ها می‌شود. لنگدان به واژهٔ رمزی «Catro Vacer» پی می‌برد، که همان عبارت «بجو و بیاب» است که در رؤیاهایش شنیده بود. آن‌ها از دست سربازان می‌گریزند و از طریق راهروی وازاری وارد پالاتزو وکیو می‌شوند. آن‌ها این عبارت را در تابلوی نبرد مارچانو اثر وازاری پیدا می‌کنند که در تالار پانصد نفره قرار دارد.
در پالاتزو، لنگدان با راهنمای موزه، مارتا آلوارز، روبه‌رو می‌شود که او را می‌شناسد؛ چرا که شب پیش او و ایگناتزیو بوزونی، مدیر ایل دومو را دیده بوده و آن‌ها را به دیدن ماسک مرگ دانته برده بوده است. لنگدان درخواست می‌کند ماسک را دوباره ببیند تا مسیر خود را بازسازی کند، اما متوجه می‌شوند ماسک ناپدید شده و فیلم‌های امنیتی نشان می‌دهد که لنگدان و بوزونی خود ماسک را دزدیده‌اند. در حال فرار، لنگدان و سیِنا به پیامی از بوزونی گوش می‌دهند که در آن به «بهشت ۲۵» اشاره می‌شود.

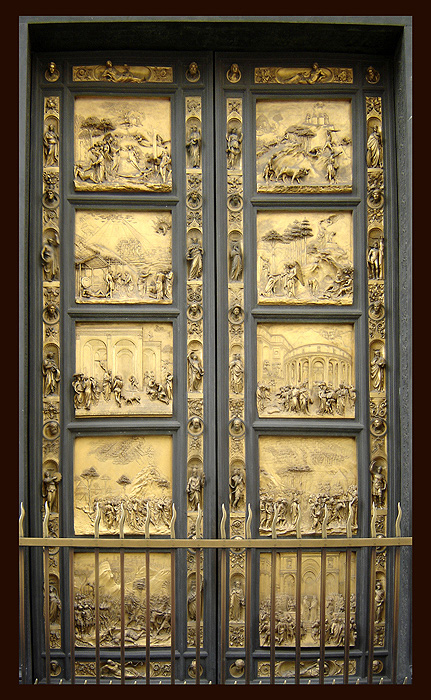
دروازه‌های بهشت در تعمیدگاه فلورانس

لنگدان و بروکس از دست نگهبانان می‌گریزند، اما سربازان می‌رسند و آن‌ها را در اتاقک زیر شیروانی تعقیب می‌کنند. واینثا نیز می‌رسد و هنگام تلاش برای شلیک به لنگدان، توسط بروکس به پایین پرتاب شده و می‌میرد. لنگدان عبارت «بهشت ۲۵» را به تعمیدگاه فلورانس ربط می‌دهد، جایی که ماسک دانته را می‌یابند که معمایی در خود دارد. این ماسک اکنون در اختیار برتراند زوبریست، یک میلیاردر و متخصص ژنتیک است. بروکس توضیح می‌دهد که زوبریست دانشمندی بود که خواهان توقف رشد جمعیت بشری بود و شایعاتی وجود داشت که او روی ساخت بیماری‌ای مهندسی‌شده برای این هدف کار می‌کرد.
فریس، مأموری که لنگدان را زیر نظر دارد، وارد می‌شود و به آن‌ها برای فرار از دست سربازان کمک می‌کند. آن‌ها معمای ماسک را حل کرده و به ونیز می‌روند. بروکس به دنده‌های زخمی فریس ضربه می‌زند و ادعا می‌کند که او دچار خون‌ریزی داخلی شدید است، و همین باعث می‌شود لنگدان شک کند که فریس به طاعون زوبریست آلوده شده باشد. لنگدان توسط سربازان دستگیر می‌شود و بروکس می‌گریزد.
لنگدان نزد دکتر الیزابت سینسکی، مدیرکل سازمان جهانی بهداشت  برده می‌شود. او توضیح می‌دهد که زوبریست، که هفته پیش خودکشی کرده، گویا بیماری زیستی جدیدی ساخته که یک‌سوم جمعیت جهان را نابارور می‌کند تا از بحران قریب‌الوقوع جمعیت جهانی جلوگیری کند. سینسکی صندوق امانات زوبریست را یافته و استوانه را کشف کرده بود و لنگدان را به فلورانس برده بود تا معما را حل کند؛ اما پس از ملاقات او با آلوارز و ایگناتزیو، تماس خود را با او از دست داده بودند و گمان کردند به زوبریست پیوسته است. سربازان در واقع تیم واکنش اضطراری سازمان جهانی بهداشت بودند و قصد کشتن او را نداشتند.
زوبریست به گروهی پنهان به نام «کنسرسیوم» پول داده بود تا از استوانه تا تاریخ معینی محافظت کنند. او همچنین ویدئویی پر از تصاویر نگران‌کننده از دوزخ دانته ضبط کرده بود که در پایان آن تصویر ظرف طاعون را که در مکانی مخفی زیر آب نگهداری می‌شد، نشان می‌دهد. ظرف به‌آهستگی در حال حل شدن است. ویدئو اعلام می‌کند که جهان روز بعد تغییر خواهد کرد. وقتی سینسکی آن را بازیابی کرد، کنسرسیوم لنگدان را ربود و همهٔ رویدادها را تا این نقطه صحنه‌سازی کرد تا انگیزهٔ حل معما را در او ایجاد کند.

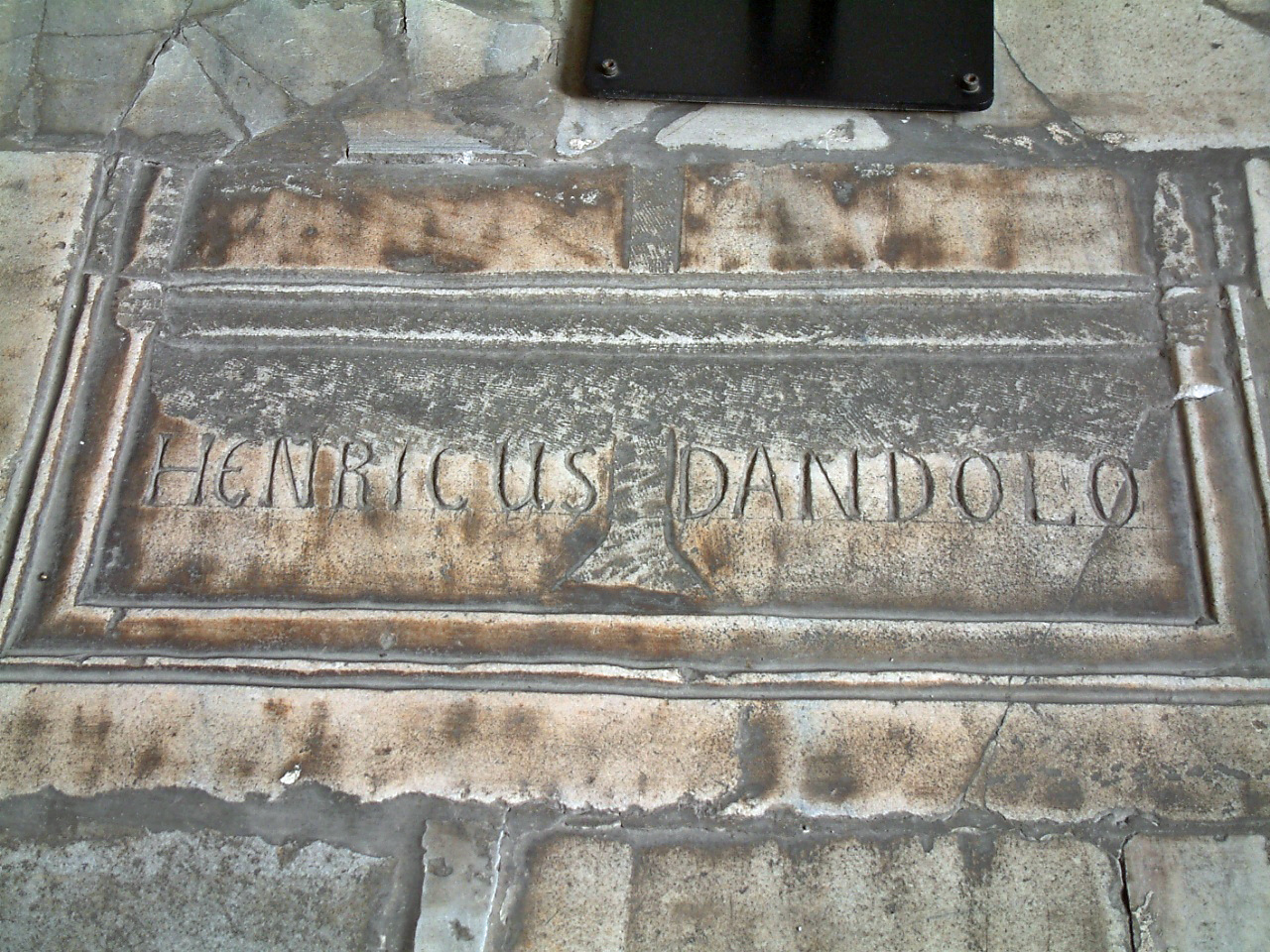
قبر انریکو داندولو در ایاصوفیه

بروکس مسیر خود را جدا می‌کند و کنسرسیوم درمی‌یابد که او از هواداران و معشوقهٔ مخفی زوبریست بوده است. او محل نگهداری طاعون را پس از رمزگشایی لنگدان از تصویر «موعظهٔ داندولو برای جنگ صلیبی» در کلیسای سن‌مارکو می‌فهمد و با جت شخصی به‌سوی محل طاعون پرواز می‌کند. لنگدان، سازمان جهانی بهداشت و کنسرسیوم با هم همکاری می‌کنند تا جلوی او را بگیرند. پس از تماشای ویدئوی زوبریست، آن‌ها نتیجه می‌گیرند که ظرف طاعون تا تاریخی که در ویدئو آمده کاملاً حل خواهد شد و سرنخ‌های زوبریست ایاصوفیه در استانبول را نشان می‌دهد. آن‌ها طاعون را در آب‌انبار باسیلیکا می‌یابند، اما متوجه می‌شوند بروکس پیش از آن‌ها به آنجا رسیده است. ظرف نگهدارندهٔ طاعون قبلاً شکسته شده و ویروس از طریق گردشگران به سراسر جهان منتشر شده است. بروکس از آب‌انبار خارج می‌شود و باعث هجوم و وحشت مردم می‌شود، در حالی‌که لنگدان به‌دنبال او می‌رود.

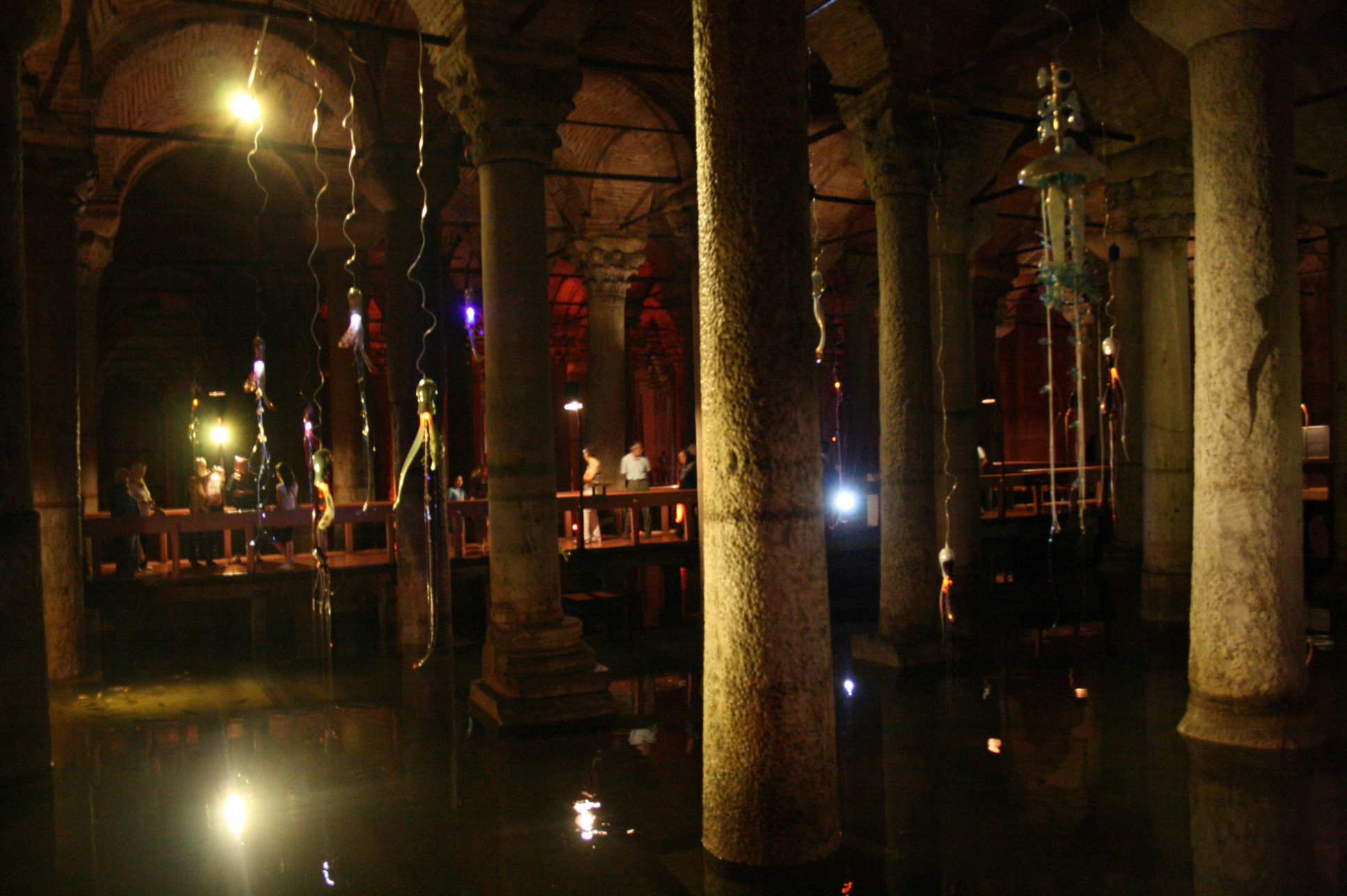
نمای داخلی آب‌انبار باسیلیکا، با آب در پایین و گردشگران در بالا

بروکس با وجود اینکه تقریباً فرار کرده بود، بازمی‌گردد و فاش می‌کند که کیسهٔ طاعون یک هفته پیش حل شده است. تاریخی که در ویدئوی زوبریست آمده بود، محاسبهٔ ریاضی زمانی بود که جهان کاملاً آلوده می‌شود، که اکنون رخ داده است. طاعونی که زوبریست ایجاد کرده بود، یک ویروس حامل ژن است که به‌طور تصادفی فعال می‌شود تا با دستکاری دی‌ان‌ای، در یک‌سوم از انسان‌ها ناباروری ایجاد کند. بروکس افشا می‌کند که در تلاش بود خود ویروس را متوقف کند، چون به سازمان جهانی بهداشت اعتماد نداشت و می‌ترسید ویروس به سلاح زیستی تبدیل شود. رهبر کنسرسیوم تلاش می‌کند از بازداشت فرار کند، اما در نهایت دستگیر می‌شود. بروکس در ازای همکاری با سازمان جهانی بهداشت، عفو می‌گیرد، چرا که دانش گسترده‌ای دربارهٔ تحقیقات و فعالیت‌های زوبریست دارد.